# Бернар ле Бовије де Фонтенел
Бернар ле Бовије де Фонтенел (фр. Bernar le Bovier de Fontenelle; 1657 — 1757) је био француски књижевник.

## Биографија
Фонтенел је пореклом из породице норманског судског племства. Отац му је био адвокат у Руану, а мајка сестра Томе и Пјера Корнеја. Похађао је језуитски колеж у Руану од 1664. до 1672. године, али га напушта након прве изгубљене парнице и посвећује се писању песама и трагедија. Своје прве стихове објављује у листу који уређује његов ујак, Тома Корнеј. Његова почетничка трагедија Аспар (1680) је доживела потпуни неуспех. Најинтезивнији период његовог стварања (1683 — 1689) је обележен писањем књижевно-филозофских и научних расправа, којима даје свој допринос у полемици између „старих“ и „модерних“ писаца. Фонтенел стаје на страну модерниста. Као стални секретар Француске академије (1697) одржава сталне и бројне контакте са страним и домаћим научницима и пише Говоре у славу академика. До краја свог дугог живота остаје активан члан књижевних салона и учених кругова.